# カルング県
カルング県(カルングけん、英語：Kalungu District)はウガンダの中央地域南西部の県。
2014年の人口は18万4131人。
県都はカルング。

## 地理
- 北：ゴンバ県
- 北東：ブタンバラ県
- 東：ムピジ県
- 南：マサカ県
- 西：ブコマンシンビ県

県都カルングは、大都市のマサカから道なりに約21km北東に位置する。

## 歴史
2010年7月1日、マサカ県の北東部を割いて新設された。

## 人口
- 1991年：15万2030人
- 2002年：16万700人
- 2012年：17万7200人[4]
- 2014年：18万4131人